# Chajim Korfu
Chajim Korfu (hebrejsky: חיים קורפו, narozen 6. ledna 1921 – 23. února 2015) byl izraelský politik za pravicové strany Gachal a Likud, který v 80. letech zastával post ministra dopravy. Vzděláním právník, byl před svou politickou kariérou členem Irgunu a fotbalistou Bejtaru Jeruzalém.

## Biografie
Narodil se v Jeruzalémě a studoval v náboženských školách, ješivách a navštěvoval semináře pro učitele náboženství. V roce 1937 vstoupil do Irgunu a stal se velitelem jeruzalémského velitelství této sionistické podzemní organizace. V této době hrál rovněž jako fotbalový útočník za Bejtar Jeruzalém. Elektrikářských znalostí, kterých nabyl, využíval k výrobě dopisových bomb, výbušných čokoládových bonboniér a výbušných svrchníků. Byl zodpovědný za bombový útok na daňový úřad ze dne 26. února 1944. Následně byl Brity internován v Africe, kde rovněž využil své elektrikářské schopnosti při pokusu o útěk.
Po vzniku Izraele vystudoval právo na Hebrejské univerzitě v Jeruzalémě a stal se certifikovaným právníkem. V letech 1967 až 1969 byl členem jeruzalémské městské rady.
Ve volbách v roce 1969 byl zvolen poslancem Knesetu za stranu Gachal. Opětovně byl zvolen v letech 1973, 1977, 1981, 1984 a 1988, tedy do osmého až dvanáctého Knesetu (od roku 1977 však za stranu Likud, která byla následníkem Gachalu). Během sedmého a osmého Knesetu byl členem parlamentního finančního výboru a během osmého Knesetu též členem podvýboru pro armádní rozpočet. Během devátého až dvanáctého Knesetu byl členem výboru pro zahraniční a obranné věci a během dvanáctého Knesetu byl předsedou výboru pro bydlení.
V devatenácté až dvaadvacáté izraelské vládě zastával post ministra dopravy. Podporoval konsolidaci Izraelských drah se Správou přístavů. V roce 1986 byl pozván na dopravní konvenci v Maroku a stal se tak prvním izraelským ministrem, který byl přizván na konferenci v arabské zemi, jiné než Egypt. V roce 1987 hlasoval pro zákon, který měl udělit amnestii vězňům někdejšího židovského podzemí. V dubnu 1992 rezignoval na svůj poslanecký mandát a stal se předsedou Správy letišť, kterým byl až do roku 1996. Zemřel roku 2015 ve věku 94 let.